# حجر-ورق-مقص
حَجر-وَرق-مِقص (ربّما بترتيب مغاير فيُقال «حجر ورقة مقص» أو «ورق مقص حجر» إلخ) هي ملاعبة يدويّة بين شخصيْن، تكون بأن يعُدَّا حتى ثلاثة فينطق كلاهما اختياره (و هو إمّا أن يكون «ورَقة» أو «حجَر» أو «مقصّ») مع تمثيله بيده بالتمثيل المتعارف عليه (انظر الصورة على اليسار) والاختيار يحدد الفائز حسب القوانين التالية: الحجر يهزم المقص (بكسره) والورق يهزم الحجَر (بتغطيته) والمقص يهزم الورق (بقصّه)، وبذلك فأيّة اختيار يهزمه اختيار آخر، ويمكنه هزم الاختيار الثالث.
قد تستخدم هذه اللعبة كلعبة منفصلة أو تستخدم كأسلوب للاختيار في الألعاب الأخرى (بطريقة مشابهة لاستخدام القرعة، أو استخدام النرد أو الزهر) ولكن على العكس من استخدام النرد الذي يكون في العادة عشوائيًا بالكامل فإنه باستخدام هذا الأسلوب يمكن للاعب اكتساب المهارة للفوز بها.
|  |  |  |

## تاريخ
ابتدعت لعبة حجر-ورق-مقص في بلاد الصين وتحكي الكتب الصينية عن ظهورها في عهد سلالة مينغّْ (منذ القرن الثاني قبل الميلاد حتى القرن الثاني بعد الميلاد)  وقد عُرفت آنذاك بلعبة شووشّْيلينغّْ بالصينية 手勢令 بمعنى أمر اليد. لم تنتشر اللعبة في أنحاء العالم سوى في القرن العشرين.

## أفانين
ثَمة أنواع وأسامي شتى للعبة اختلقتها الشعوب والمجموعات المختلفة، كتغيير اسم اللعبة (على سبيل المثال: في اليابان يطلق عليها اسم جان-كين-با (باليابانية: じゃんけんパー) أو فقط جان-كين.) أو تغيير الأدوات المستخدمة (على سبيل المثال: في المغرب وفّْيِتنام تسمى بئر-ورق-مقص، أمّا في إندونيسيا فهي فيل-بَشَر-نمل) أو زيادة عدد الأدوات المستخدمة، وتصل التغييرات إلى تغيير قوانين اللعبة.
عند تغيير عدد الأدوات المستخدمة يتم تغييرها إلى عدد فردي آخر حتى تكون كل أداة تهزم نصف الأدوات الأخرى وتهزمها نصف الأدوات الأخرى، أما الأعداد الزوجية فلا يمكنها ذلك إلا أن تكون هنالك حالات يتعادل فيها أداتين (مثل نسخة ديناميت التي تستخدم أربع أدوات حجر - ورق - مقص- ديناميت) وفي المجمل فإن الألعاب ذات العدد الزوجي من الأدوات غير منتشرة بشكل كبير ولا تستخدم في المسابقات، بينما هنالك عدد من الألعاب التي تستخدم أعداد فردية مختلفة من الأدوات كثلاث أو 9 أو 11 أو 15 أو 25 أو حتى 101 أداة!

## حجر، ورق، مقص في الطبيعة

### التقاء السحالي
تستخدم إحدى أنواع السحالي (Uta stansburiana) طريقة مشابهة للعبة حجر ورق مقص، فعند تنافس ذكرين على أنثى حسب لونه حيث أنه هنالك 3 ألوان للذكور برتقالي، أزرق أخضر. كل لون يهزمه لون ويهزم لون آخر (البرتقالي يهزم الأزرق، والأزرق يهزم الأصفر والأصفر يهزم البرتقالي).

### البكتيريا القولونية

كيفية التغلب على المنافس باللغة الإنجليزية.

بعض أنواع البكتيريا في القولون تستخدم نمط مشابه لحجر ورق مقص عندما يتعلق الأمر بإنتاج المضادات الحيوية. هذا بحسب نظرية قُدمت في جامعة ستانفورد الأمريكية. المضاد الحيوي محل الدراسة كان bacteriocins، على وجه الدقة فهو كوليسين colicins الذي تنتجه بكتيريا Escherichia coli.
وقد أظهرت الدراسة بأن طريقة حجر ورق مقص تسمح بتنافس دائم ومستمر بين أنواع strains البكتيريا، فالبكتيريا المنتجة للمضاد الحيوي تهزم البكتيريا الحساسة للمضاد الحيوي، وفي هذا الوقت تتكاثر البكتيريا المقاومة للمضاد الحيوي بشكل كبير لتهزم البكتيريا المنتجة للمضاد الحيوي، قلة عدد البكتيريا المنتجة للمضاد الحيوي يسمح بتكاثر البكتيريا الحساسة للمضاد الحيوي، لتطغى على البكتيريا المقاومة للمضاد الحيوي، مما يسمح من جديد بتكاثر البكتيريا المنتجة للمضاد الحيوي التي تقتل البكتيريا الحساسة للمضاد الحيوي، وهكذا تستمر الدورة.

## استراتيجيات

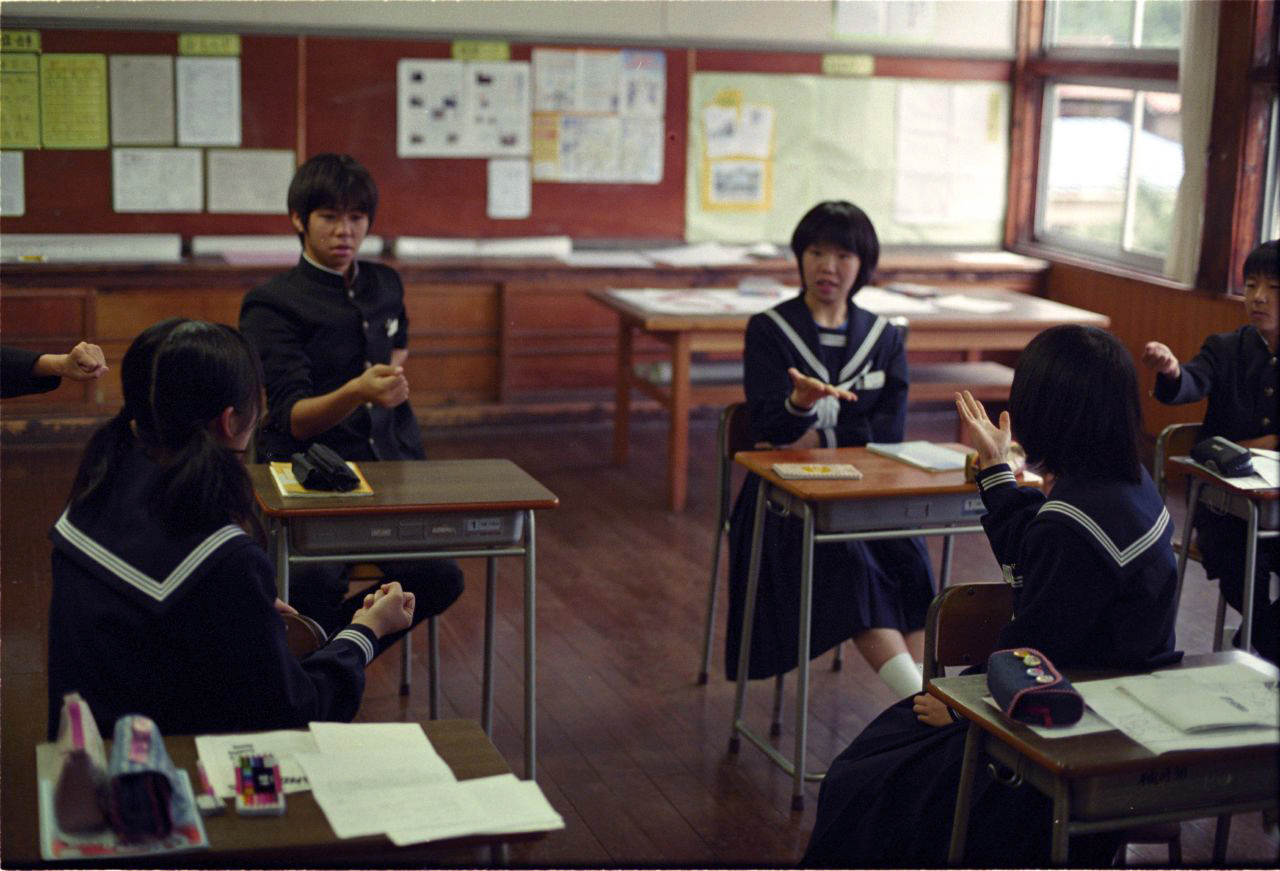
لعبة جانكين اليابانية (حجر-ورق-مقص) يستخدم الأشهر في اليابان، وبالتحديد في إحدى المدارس الثانوية اليابانية عام 2002

كما ذكرنا فإن هذه اللعبة لا تعتمد على العشوائية المحضة دائمًا، بل على العكس من ذلك فإن البشر على الأغلب لا يتبعون العشوائية عند اللعب. فكل طرف يحاول اتّباع بعض الإستراتيجيات لزيادة احتمالية فوزه في اللعبة. ومن هنا ظهرت مسابقات للتحدي بين البرامج المختلفة التي تستخدم خوارزميات معقدة للفوز باللعبة.

### خوارزميات
كنتيجة لمسابقات البرامج في لعبة حجر ورقة مقص ظهرت العديد من الخوارزميات المتميزة لمحاولة الفوز بهذه اللعبة. فعلى سبيل المثال فإن البرنامج المسمى بـIocaine Powder الذي فاز في المسابقة البرمجية الدولية الأولى للعبة حجر ورقة مقص بالعام 1999 كان يستخدم إستراتيجية أساسية وست استراتيجيات مساعدة لتوقع ما سيختاره الخصم كان من أهم الاستراتيجيات المستخدمة هي استراتيجيات تحليل التاريخ وتحليل التكرار والتخمين العشوائي، في تحليل التاريخ يقوم البرنامج بمحاولة اكتشاف المرات السابقة في تاريخ البرنامج المنافس التي ظهر فيها مثل هذا التتابع الحالي، فيحاول تخمين الخطوة التالية بناءً على التاريخ المسجل للبرنامج المنافس. إذا عجز البرنامج عن الحصول على نتيجة جيدة باستخدام تحليل التاريخ، ينتقل لتحليل التكرار وذلك بأن يحسب البرنامج أكثر الأدوات (حجر ورقة مقص) استخدامًا من البرنامج المنافس خلال المناسبات السابقة. إذا فشلت جميع الاستراتيجيات فإن البرنامج ينتقل إلى إستراتيجية التخمين العشوائي